# Amanduskirche (Admont)

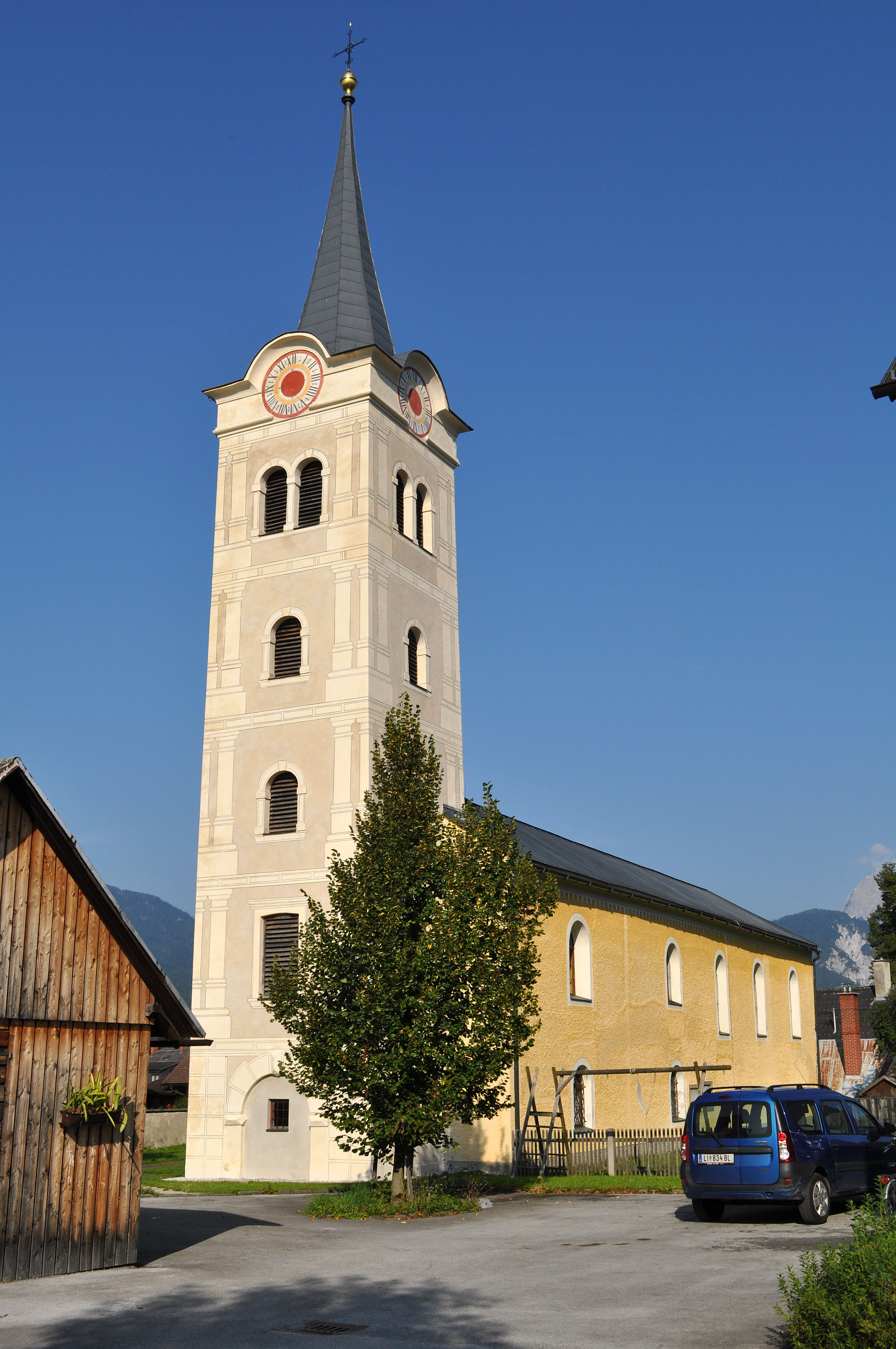
Amanduskirche Admont

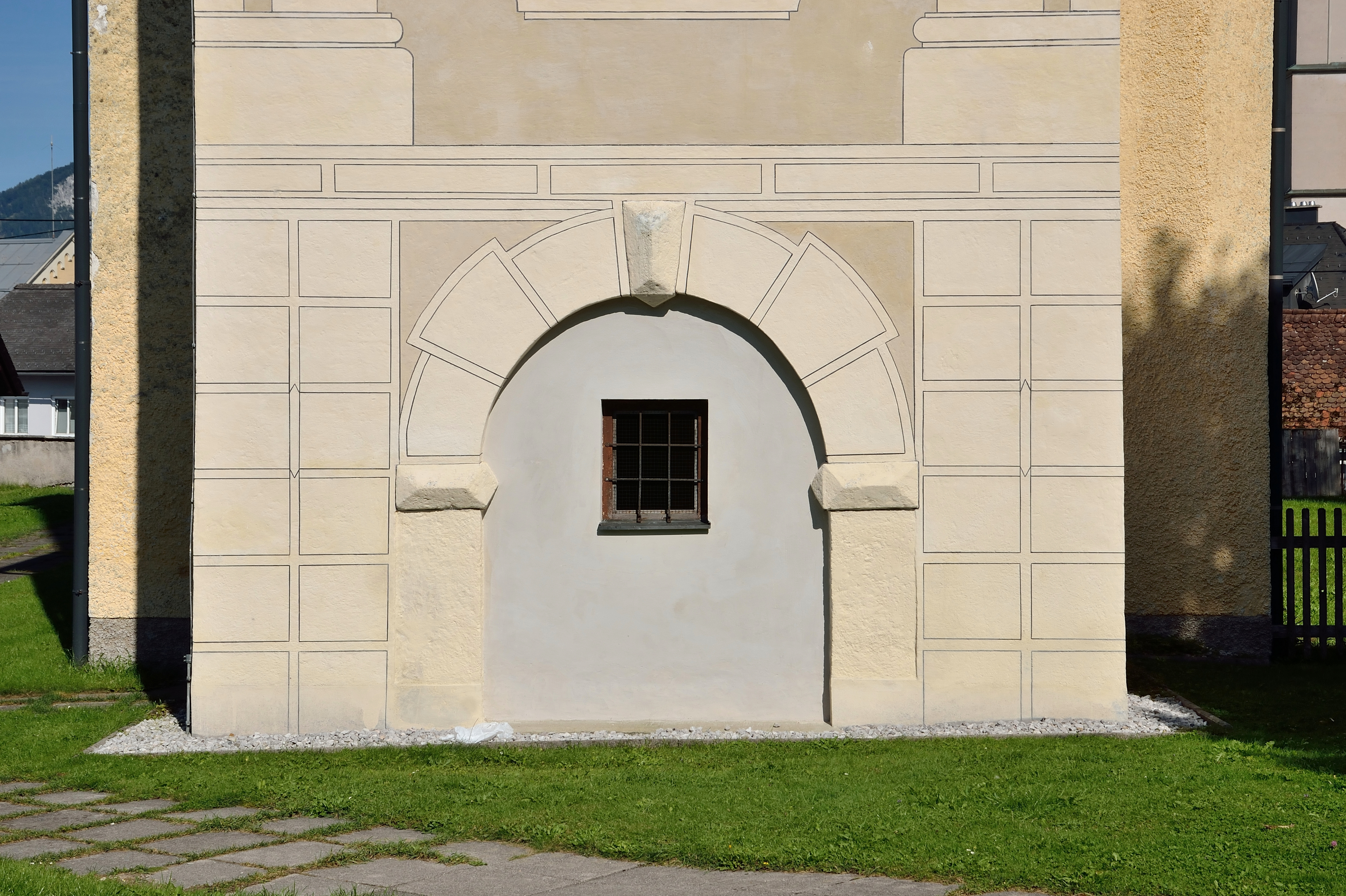
Amanduskirche, das ehemals offene Turmerdgeschoß

Die Amanduskirche ist die ehemalige katholische Pfarrkirche von Admont. Die neben dem stiftischen Gutshof gelegene Kirche dient heute vorwiegend als Sommerkirche für kleinere Gottesdienste.

## Geschichte
Die Admonter Amanduskirche ist den heiligen Bischöfen Amandus von Worms, dessen Reliquien Erzbischof Rupert von Salzburg um 700 nach Salzburg transferiert hatte, und Erhard von Regensburg geweiht. Die damals gegründete, erstmals 850 belegte Admonter Pfarre besaß einen ausgedehnten Pfarrbezirk, der Sankt Gallen, Landl, Johnsbach, Frauenberg an der Enns, Ardning, Palfau, Gams, Altenmarkt bei Sankt Gallen und Wildalpen umfasste; 1093 wurde dieser Pfarrbezirk von Erzbischof Thiemo von Salzburg dem 1074 gegründeten Stift Admont übertragen. Das in der Folgezeit entstandene romanische Bauwerk ist noch im östlichen Teil des bestehenden Kirchenbaus erhalten und bestand aus einem flachgedeckten Saal mit angefügter Apsis.
Im Einstellungsvertrag mit Niklas Velbacher, dem Erbauer der Wallfahrtskirche Frauenberg an der Enns und erstem namentlich greifbaren Vertreter der Admonter Bauhütte, wurde diesem 1419 der Werkhof und ein Garten neben der Admonter Amanduskirche zugesprochen; sein Steinmetzbetrieb wurde (wohl an gleicher Stelle) um 1480 von Wolfgang Denck fortgesetzt. Auf größere Bauarbeiten an der Kirche lässt der Ablassbrief schließen, den Nikolaus von Kues 1453 zugunsten der Kirche ausstellte. In dieser Zeit erfuhr die Amanduskirche eine Verlängerung mit Einbau einer westlichen Emporenanlage.
Als der süddeutsche Bildhauer Ferdinand Ertinger 1691 auf seiner Wanderung Admont berührte, beschrieb er die Pfarrkirche als aparth, aber zwar sehr schlecht. In den folgenden Jahren erhielt die Amanduskirche wie auch zahlreiche andere stiftische Pfarrkirchen eine Neugestaltung, deren sichtbarer Ausdruck der schlanke, ursprünglich mit einem barocken Zwiebelhelm abgeschlossene Westturm mit einer fünfgeschoßigen im Putz eingeritzten Pilastergliederung und einer ursprünglich offenen Turmhalle darstellt. Von Süden führt ein barockes Portal in den Kirchhofsbereich. Unter Abt Anselm Lürzer von Zechenthal erhielt die Pfarrkirche 1711 eine neue einmanualige Orgel von sechs Registern mit angehängtem Pedal durch Josef Ignaz Mayenberg aus Bruck an der Mur.
Während des Josephinismus wurde, nachdem die Stiftskirche Admont zur Pfarrkirche des Ortes bestimmt worden war, staatlicherseits die Exekrierung der Amanduskirche verfügt, doch gelang es Abt Gotthard Kuglmayr, die Kirche auf Wunsch der Gemeinde in gottesdienstlicher Nutzung zu erhalten. Unter Abt Benno Kreil war es um 1855 zu einer durchgreifenden Restaurierung und Umgestaltung der Amanduskirche gekommen, bevor die Kirche beim Brand Admonts 1865 zerstört wurde. Noch in demselben Jahr konnte die Kirche wiederaufgebaut werden. „Das gotische Fenster rechts vom Hochaltar wurde vermauert, ein beim Brand beschädigtes romanisches Portal demoliert, als Sakristeiportal wurde ein früher im ältesten Teile des Stiftes vorhandenes, aber ganz vernachlässigtes romanisches Portale eingesetzt. Die Kirche und die Sakristei wurden mit Eisenblech eingedacht, der letzteren ein Stockwerk aufgesetzt, das Mauerwerk gegenüber dem früheren erhöht, die ehemalige Kuppel des Glockenturms in eine fünf Klafter hohe mit Weißblech bedachte Pyramide umgeformt, die Emporekirche etwas verlängert und auf derselben eine von der Wiener Firma Alois Hörbiger gebaute Orgel mit acht Registern aufgestellt, die versehrten alten Altäre wurden demoliert. Der neue Hochaltar wurde mit einem Ölgemälde des hl. Rupert versehen, auch die Seitenaltäre erhielten Ersatzbilder; es kamen neue Statuen von Ferdinand Missoni.“
1962 erfuhr die Amanduskirche eine letzte Umgestaltung zur Feier von Schul- und Jugendmessen.  Dabei wurde die ein Jahrhundert alte Ausstattung des Historismus entfernt und in der Apsis durch Toni Hafner ein Fresko angebracht, das unter dem Motto des von Georg Geßner und Hans Georg Nägeli verfassten Kirchenlieds „Lobt froh den Herrn, ihr jugendlichen Chöre“ Christus mit den Heiligen Amandus und Erhard zwischen Gruppen von Kindern und Jugendlichen zeigt.